# Ludwik Zamenhof
Ludovic Lazarus Zamenhof (poljsko Ludwik Łazarz Zamenhof), očesni zdravnik, filolog in začetnik umetnega jezika esperanta, *15. december 1859, Białystok, † 14. april 1917, Varšava.
Njegova starša sta bila Juda. Zamenhofova materna jezika sta bila ruščina in jidiš, govoril pa je tudi poljsko in nemško. Kasneje se je naučil še francosko, latinsko, grško, hebrejsko in angleško, znal pa je tudi italijansko, špansko in litvansko.
Že kot srednješolec v Varšavi se je odločil, da bo poskušal narediti mednarodni jezik, ki bi ga govorili vsi. Najprej je poskušal izumiti jezik, ki je imel zelo zapleteno slovnico, zato se je kasneje odločil, da mora biti slovnica umetnega mednarodnega jezika čim bolj enostavna. Do leta 1878 je bil njegov projekt Lingwe uniwersala skoraj končan, a je bil Zamenhof takrat še premlad, da bi objavil svoje delo. Kmalu po končani srednji šoli se je vpisal na medicino, najprej v Moskvi, nato pa v Varšavi. Leta 1885 je diplomiral in odprl svojo oftalmološko ordinacijo. Dve leti je zbiral denar, da bi lahko objavil svojo knjigo o novem jeziku. Pri zbiranju denarja mu je na koncu pomagal tast in leta 1887 je izšlo njegovo delo Lingvo internacia, Antaŭparolo kaj plena lernolibro. Delo je Zamenhof objavil pod psevdonimom Doktoro Esperanto (Zdravnik Upanje).
Zamenhof je objavil tudi religiozno filozofsko delo z naslovom Homaranismo. Z ženo Klaro sta imela tri otroke – sina Adama in dve hčerki, Sofio in Lidio. Vsi trije so umrli v holokavstu. Zamenhofa so pokopali na židovskem pokopališču na ulici Okopowa v Varšavi.

## Ime
Zamenhof je izhajal iz večjezičnega območja. Njegovo ime je transliterirano na naslednji način:
Angleščina: Ludwik Lejzer Zamenhof – angleška izgovorjava: /ˈzæmənhɒf, ˈzæmɪnhɒf, -nɒv, -nɒf/ 
Esperanto: Ludoviko Lazaro Zamenhofo – izgovorjeno [ludoˈviko laˈzaro zamenˈhofo] 
Francoščina: Louis Lazare Zamenhof – izgovorjeno [lwi la.zaʁ za.mɛn.of]
Nemščina: Ludwig (Levi) Lazarus Samenhof – izgovorjeno [ˈluːtvɪç ˈlaːtsaʁʊs ˈzaːmənhoːf] 
Hebrejščina: אליעזר (לודוויג) זמנהוף, romanizirano: Eli'ezer Ludvig Zamenhof – izgovorjeno [eliˈ(ʕ)ezeʁ ˈludvig ˈzamenhof] 
Litovščina: Liudvikas Lazaris (Leizeris) Zamenhofas 
Poljščina: Ludwik Łazarz Zamenhof – izgovorjeno [ˈludvʲik ˈwazaʐ zaˈmɛnxɔf] 
Ruščina: Людвик Лазарь (Лейзер) Маркович Заменгоф, romanizirano: Lyudvik Lazar' (Leyzer) Markovič Zamengof 
Beloruščina: Людвіг Лазар Маркавіч Заменгоф (Заменгоў), romanizirano: Liudvih Lazar Markavič Zamienhof (Zamienhoŭ) 
Jidiš: לײזער לוי זאַמענהאָף, romanizirano: Leyzer Leyvi Zamenhof